# Alpha Aquarii
Alpha Aquarii (α Aquarii, viết tắt Alpha Aqr, α Aqr), tên chính thức Sadalmelik /ˌsædəlˈmɛlɪk/, là một sao đơn trong chòm sao Bảo Bình. Với cấp sao biểu kiến 2,94 nó là ngôi sao sáng thứ hai trong chòm sao Bảo Bình. Dựa trên các đo đạc thị sai được thực hiện trong nhiệm vụ Hipparcos, nó nằm ở khoảng cách khoảng 520 năm ánh sáng (160 parsec) tính từ Mặt Trời.
Nó tạo thành thành phần chính hoặc thành phần 'A' của sao đôi quang học có định danh là WDS J22058-0019 (thành phần phụ hoặc thành phần 'B' là UCAC2 31789179).

## Danh pháp
α Aquarii (Latinh hóa thành Alpha Aquarii) là định danh Bayer của ngôi sao này. WDS J22058-0019 A cũng là tên gọi của nó trong Danh lục sao đôi Washington.
Nó mang tên gọi truyền thống là Sadalmelik, bắt nguồn từ thành ngữ tiếng Ả Rập سعد الملك (sa'd al-malik) nghĩa là "may mắn của nhà vua". Tên gọi Rucbah cũng được áp dụng cho ngôi sao này; mặc dù nó chia sẻ tên gọi đó với Delta Cassiopeiae. Nó cũng là một trong hai ngôi sao có tên riêng cổ xưa nằm trong phạm vi một độ từ xích đạo thiên cầu. Nguồn gốc của tên gọi tiếng Ả Rập đã thất lạc theo dòng lịch sử. Năm 2016, Hiệp hội Thiên văn Quốc tế đã thành lập Nhóm công tác IAU về tên Sao (WGSN) để lập danh lục và chuẩn hóa tên riêng cho các ngôi sao. WGSN phê duyệt tên gọi Sadalmelik cho Alpha Aquarii (WDS J22058-0019 A) vào ngày 21 tháng 8 năm 2016, và hiện nay nó được gộp trong Danh sách tên sao được IAU phê chuẩn (Delta Cassiopeiae được đặt tên là Ruchbah).
Trong tiếng Trung, 危宿 (Wēi Xiù, Nguy Tú) có nghĩa là Sao Nguy (một khoảnh sao), đề cập đến một khoảnh sao gồm Alpha Aquarii, Theta Pegasi và Epsilon Pegasi. Do đó, tên tiếng Trung của Alpha Aquarii là 危宿一 (Wēi Xiù yī, Nguy Tú nhất).

## Tính chất
Với tuổi đời 53 triệu năm, Alpha Aquarii đã phát triển thành một sao siêu khổng lồ với phân loại sao G2 Ib. Nó có khối lượng gấp 5,1 lần Mặt Trời và đã mở rộng tới khoảng 53 lần bán kính Mặt Trời. Nó phát xạ với độ sáng gấp 2.100 lần độ sáng của Mặt Trời từ bầu khí quyển bên ngoài của nó ở nhiệt độ hiệu dụng 5.383 K. Ở nhiệt độ này, ngôi sao phát sáng màu vàng của ngôi sao loại G. Kiểm tra ngôi sao này của Đài thiên văn tia X Chandra cho thấy nó thiếu hụt tia X đáng kể so với các sao dãy chính loại G. Sự thiếu hụt này là một đặc điểm chung của các ngôi sao khổng lồ loại G sớm.
Đồng hành thị giác của nó là UCAC2 31789179 có cấp sao biểu kiến khoảng 12,2. Nó có chia tách góc 110,4 giây cung từ Alpha Aquarii dọc theo góc vị trí 40°.